# Tabanus gymnorhynchus
Tabanus gymnorhynchus är en tvåvingeart som beskrevs av David Fairchild 1980. Tabanus gymnorhynchus ingår i släktet Tabanus och familjen bromsar.
Artens utbredningsområde är Dominikanska republiken. Inga underarter finns listade i Catalogue of Life.